# コムソモーレツ・ダゲスターナ (警備艦)
コムソモーレツ・ダゲスターナ(ロシア語:Комсомолец Дагестанаカムサモーリェツ・ダギスターナ)は、ソ連・ロシア連邦の警備艦(Сторожевой корабль)である。艦名は「ダゲスタンのコムソモール員」という意味。

## 概要

### 建造
コムソモーレツ・ダゲスターナは、ディーゼル・ガスタービン混合機関搭載対潜艦艇である159-A号計画型警備艦の10番艦として建造された。工場番号は第198号艦で、当初はSKR-87(СКР-87)と命名された。
第198号艦は1968年6月6日にロシア共和国・カリニングラートの沿バルト海造船工場「ヤンターリ」で起工、翌1969年1月18日には進水した。同年8月14日に竣工し、バルチースクからスカンディナヴィア半島を廻ってセヴェロモルスクへ向かう艦隊間航海ののち、9月22日付けで赤旗受賞北方艦隊に配備された。
1977年7月20日から1978年10月13日の間と1981年10月1日から1983年3月31日の間、そして1986年6月25日から1987年3月2日の間には、ムールマンスク州・ロスリャコーヴォ居住区の第82艦船修理工場で中期修理を受けた。
1988年夏には赤旗受賞カスピ小艦隊への配備替えが実施された。SKR-87は、運河を経て白海からカスピ海へ回航された。同地にて、SKR-87は1988年8月25日付けで赤旗受賞カスピ小艦隊へ編入された。1990年5月29日には、艦名をコムソモーレツ・ダゲスターナと改められた。翌1991年12月にはソ連が崩壊し、コムソモーレツ・ダゲスターナはロシア海軍に委譲された。1992年2月15日には、ソ連的な名称を避け、元の艦名に戻された。
解体・売却のため資金資産局へ引渡すため、1992年7月3日付けで海軍を退役した。1992年10月1日付けで除籍となった。なお、僚艦のバキーネツは、同日付けでロシア海軍を除籍され、アゼルバイジャン海軍に引き渡されている。